# Güicán

Localização de Güicán no departamento de Boyacá.

Güicán é um município no departamento de Boyacá, na Colômbia.